# Aleuroclava cinnamomi
Aleuroclava cinnamomi là một loài côn trùng cánh nửa trong họ Aleyrodidae, phân họ Aleyrodinae.
Aleuroclava cinnamomi được Jesudasan & David miêu tả khoa học đầu tiên năm 1991.